# Lady Long Solo
Lady Long Solo est une librairie indépendante située dans le 11e arrondissement, rue Keller à Paris.

## Présentation
Les locaux de la librairie se situent au 38 rue Keller dans le 11e arrondissement de Paris, entre les métro Bastille, Bréguet-Sabin et Voltaire.
Elle fut fondée en 1995, dans la foulée du lancement des éditions du Lézard; elle s'est installée en partenariat avec les éditions du Lézard, l'Esprit frappeur et les éditions Dagorno.
Elle est reconnue comme librairie indépendante pour ses rayons fournis sur des sujets ordinairement délaissés de l'industrie du livre, et clairement engagés politiquement (génocides du Rwanda et des tziganes, question des psychotropes et particulièrement du chanvre, anti-carcéralisme, remise en question du rôle des forces de l'ordre, etc.) parmi lesquels beaucoup de raretés dont certaines sont considérées comme des perles, des traductions et des éditions difficilement trouvables dans d'autres établissements.
L'espace de vente est constitué d'un magasin donnant sur la rue, animé par des bénévoles. Depuis 2019, des salariés ont été recrutés dans l'établissement ce qui permet à la librairie d'être ouverte de 10 h à 20 h tous les jours.
De 2013 à 2017, la librairie était en conflit avec les autorités préfectorales du fait de la sur-présence militaire aux abords dans le quartier, gênant la visibilité de l'établissement, car située à la jonction de la rue de la Roquette, abritant une synagogue et deux églises protégées par les forces de l'ordre, et la rue Keller où se trouve le domicile du premier ministre Manuel Valls.
Jusqu'en 2020, la librairie a aussi servi d'espace d'accueil de réfugiés en relais du collectif Utopia 56. Aujourd'hui, elle continue de soutenir le mouvement et propose aux associations de quartier comme à celles engagées de servir de lieu de réunion. 
Lady Long Solo est devenue une librairie féministe, proposant un catalogue de plus de deux cent références en 2021 et organisant fréquemment des signatures et débats sur la question, conviant en mars de la même année Raphaëlle-Remy Leleu, Elsa Andry, Bertoulle Beaurebec ou encore Alice Desbiolles. Elle héberge le collectif féministe Gorgones auteur du podcast Corps et âmes animé par Clémence Facchinetti.

## Activités et animations
La librairie accueillait régulièrement des auteurs (Jonah Raskin (en), David Rougerie, Jean-Pierre Galland, Alexandre Grondeau, Jean-Paul Gouteux, Miguel Benasayag, Jacques Morel, Mathieu Rigouste, Tom Verdier.), mais aussi des organisations ou collectifs (collectif contre la xénophobie en 2010, collectif des Indignés, Cannabis sans frontières, NORML France, collectif de soutien aux migrants de La Chapelle...) et organise divers types d’évènements (expositions diverses, présentation de vaporisateurs, lectures, débats etc.).

## Présence web
Lady Long Solo a mis en place sur son site web un service de vente en ligne affichant une volonté de présence sur le marché de la vente en ligne, en proposant notamment la livraison gratuite en France métropolitaine à l'image des entreprises concurrentes phares dans le secteur (Quartier de la Roquette).